# خبزاوية
الخبزاوية (الاسم العلمي: Artocarpeae) هي قبيلة من النباتات تتبع الفصيلة التوتية من رتبة الورديات.

## أجناس الخبزاوية
- الخبزية (الاسم العلمي:Artocarpus):فاكهة الخبز وجاك فروت
- Batocarpus
- Clarisia
- Hullettia
- Parartocarpus
- Prainea
- Treculia[2]